# Playmates (álbum)
Playmates é um o quarto álbum da banda de rock britânica Small Faces lançado em 1977. Trata-se de uma tentativa de reunião do grupo, separados há quase dez anos. Ronnie Lane abandonou o projeto logo nos primeiros ensaios, e para seu lugar foi recrutado Rick Wills. O álbum obteve ínfimos resultados de crítica e vendas, sendo um dos fatores determinantes na segunda dissolução da banda, ocorrida no ano seguinte.

## Faixas
1. "High and Happy" (Marriott) 2:44
2. "Never Too Late" (Marriott, McLagan) 3:53
3. "Tonight" (Marriott, Pidgeon) 2:47
4. "Saylarvee" (Marriott) 2:16
5. "Find It" (Jones, Lane, Marriott, McLagan) 6:01
6. "Lookin' for a Love" (Alexander, Samuels) 3:13
7. "Playmates" (Marriott) 3:37
8. "This Song's Just for You" (Marriott, McLagan) 4:08
9. "Drive-In Romance" (Marriott, Pidgeon) 5:11
10. "Smilin' in Tune" (Marriott, McLagan) 4:43

## Créditos

### Músicos
Banda
- Steve Marriott - vocais, guitarra, piano em ("Saylaryee"), harpa,
- Ian McLagan - teclados, violão (em "Tonight"), vocais
- Kenney Jones - bateria
- Rick Wills - baixo, vocais

Outros
- Joe Brown - vocais de apoio
- Vicky Brown - vocais de apoio
- P. P. Arnold - vocais de apoio
- Dave Hynes - vocais de apoio
- Greg Ridley - vocais de apoio
- Tony Williams - vocais de apoio
- Dreamy - vocais de apoio
- Mel Gollins - metais
- Joe Brown - bandolin, violão
- Saul Sheekner - soloísta

### Produção
- KEMASTRI (acrônimo para as iniciais dos nomes dos integrantes da banda)[2] - produção
- John Wright - engenharia acústica
- Shel Talmy - co-produção em "Lookin' for a Love"